# Pulvino (botanica)
In botanica, il pulvino (dal latino pulvīnus, ossia cuscino), o pulvinulo, è un leggero ingrossamento alla base della foglia o del relativo picciolo di alcune specie che, per variazioni nel turgore cellulare, può provocare cambi di posizione o movimenti delle foglie.
Il pulvino ha una struttura circolare e flessibile e consiste in un accumulo di tessuto parenchimatico corticale; è formato da un cilindro vascolare centrale, attorno al quale si trovano alcuni livelli di collenchima ed una zona corticale motoria formata da due tipi di cellule: estensori, che aumentano di dimensione come conseguenza dell'aumento del turgore durante l'apertura fogliare, e flessori, opposte alle precedenti, che aumentano di dimensione durante la chiusura fogliare.
I cambi di turgore cellulare sono prodotti di variazioni nel potenziale osmotico delle cellule simili all'apertura e chiusura degli stomi. I movimenti nictinastici, ossia quelli che determinano il ripiegamento delle foglie durante la notte, sono regolati dalla luce rossa, dalla blu e dai ritmi circadiani.
Il termine pulvino è usato anche per indicare l'aspetto tipico a "cuscino" di certe piante che vivono in ambienti particolari (esempio piante rupestri di alta quota) quali ad esempio: Androsace, Silene acaulis, Saxifraga retusa e Saxifraga oppositifolia,